# Silnice I/50
Die Silnice I/50 (tschechisch für: „Straße I. Klasse 50“) ist eine tschechische Staatsstraße (Straße I. Klasse).

## Verlauf

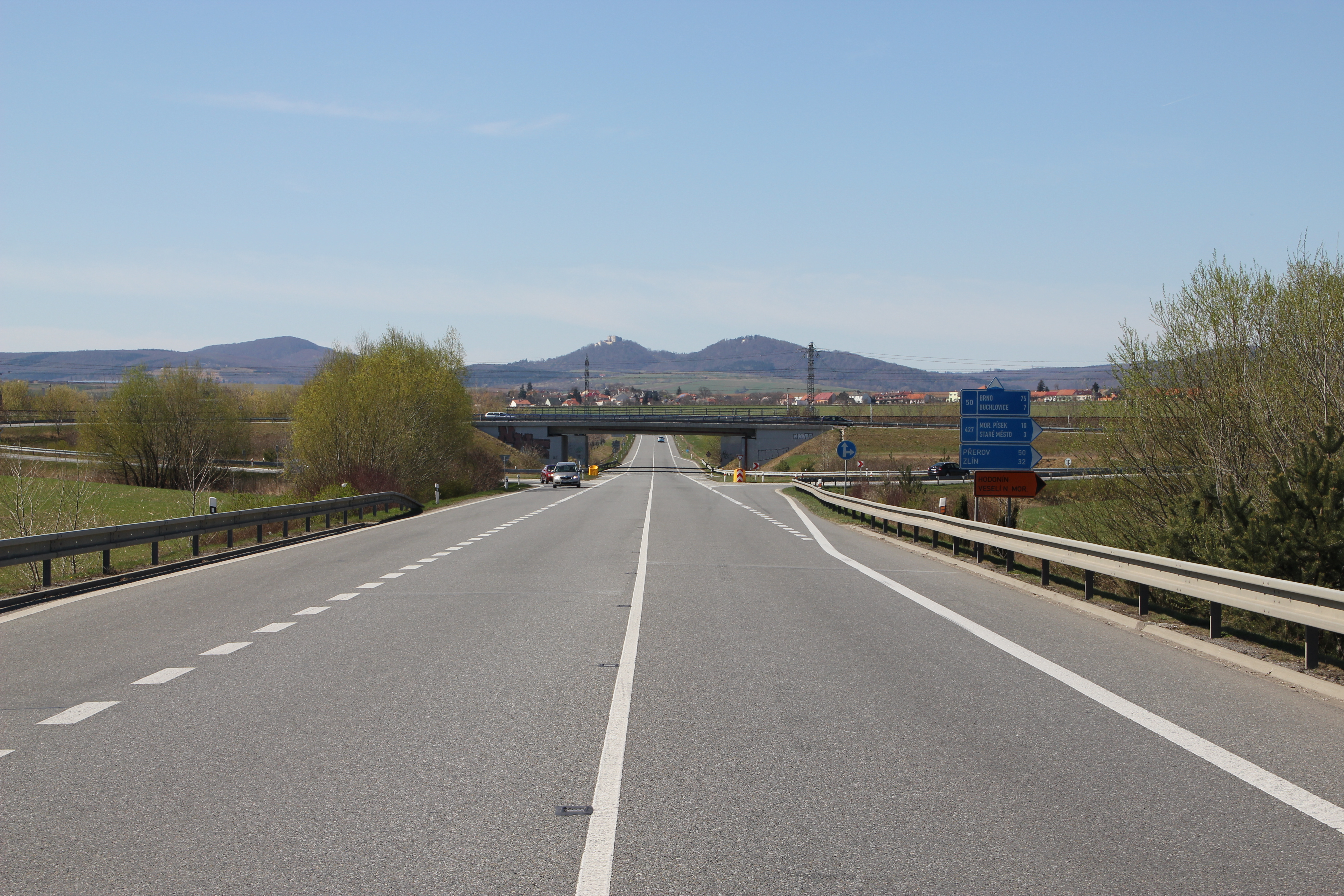
Straßenkreuzung vor Uherské Hradiště

Die Straße, die einen Teil der Europastraße 50 bildet, zweigt bei der Anschlussstelle (exit) 210 bei Holubice (Holubitz) rund 15 Kilometer östlich von Brünn (Brno) von der Autobahn Dálnice 1 ab und führt zunächst in südöstlicher Richtung nach Slavkov u Brna (Austerlitz). Hier zweigt die Silnice I/54 in Richtung Kyjov (Gaya) ab. Die Silnice I/50 setzt sich in östlicher Richtung über Bučovice (Butschowitz) nach Uherské Hradiště (Ungarisch Hradisch) fort, verläuft südlich dieser Stadt über eine Strecke von rund 5 Kilometern gemeinsam mit der Silnice I/55 und führt weiter über Uherský Brod (Ungarisch Brod) zur Grenze zur Slowakei in den Weißen Karpaten (Bílé Karpaty) östlich von Starý Hrozenkov (Alt Traubendorf), an der sie in die slowakische Cesta I. triedy 9 (bis 2015 Cesta I. triedy 50) übergeht, die in das Tal der Waag (Váh) führt.
Die Länge der Straße beträgt knapp 102 Kilometer.

## Geschichte
Von 1940 bis 1945 bildete die Straße die Reichsstraße 376. Vor dem Zerfall der Tschechoslowakei war eine Weiterführung der Autobahn Dálnice 1 von Brünn zur slowakischen Grenze bei Starý Hrozenkov projektiert, dies wurde jedoch in der Folge zugunsten einer Führung Richtung Ostrava aufgegeben.